# Kelebija
Kelebija (Servisch: Келебија, Kelebija, Hongaars: Kelebia of Alsókelebia) is een grensplaats in de gemeente Subotica in Servië aan de Hongaarse grens. De plaats kent een in meerderheid Hongaarstalige bevolking, in 2002 waren er 2.168 inwoners waaronder 1.275 etnische Hongaren.
Tot 1920 behoorde de plaats tot Hongarije. Sindsdien is het onderdeel geweest van Joegoslavië en tegenwoordig Servië.
Het dorp is in feite in tweeën gedeeld door de staatsgrens, het noordelijke deel van het dorp is Kelebia in Hongarije.